# Bosques de Silkeborg

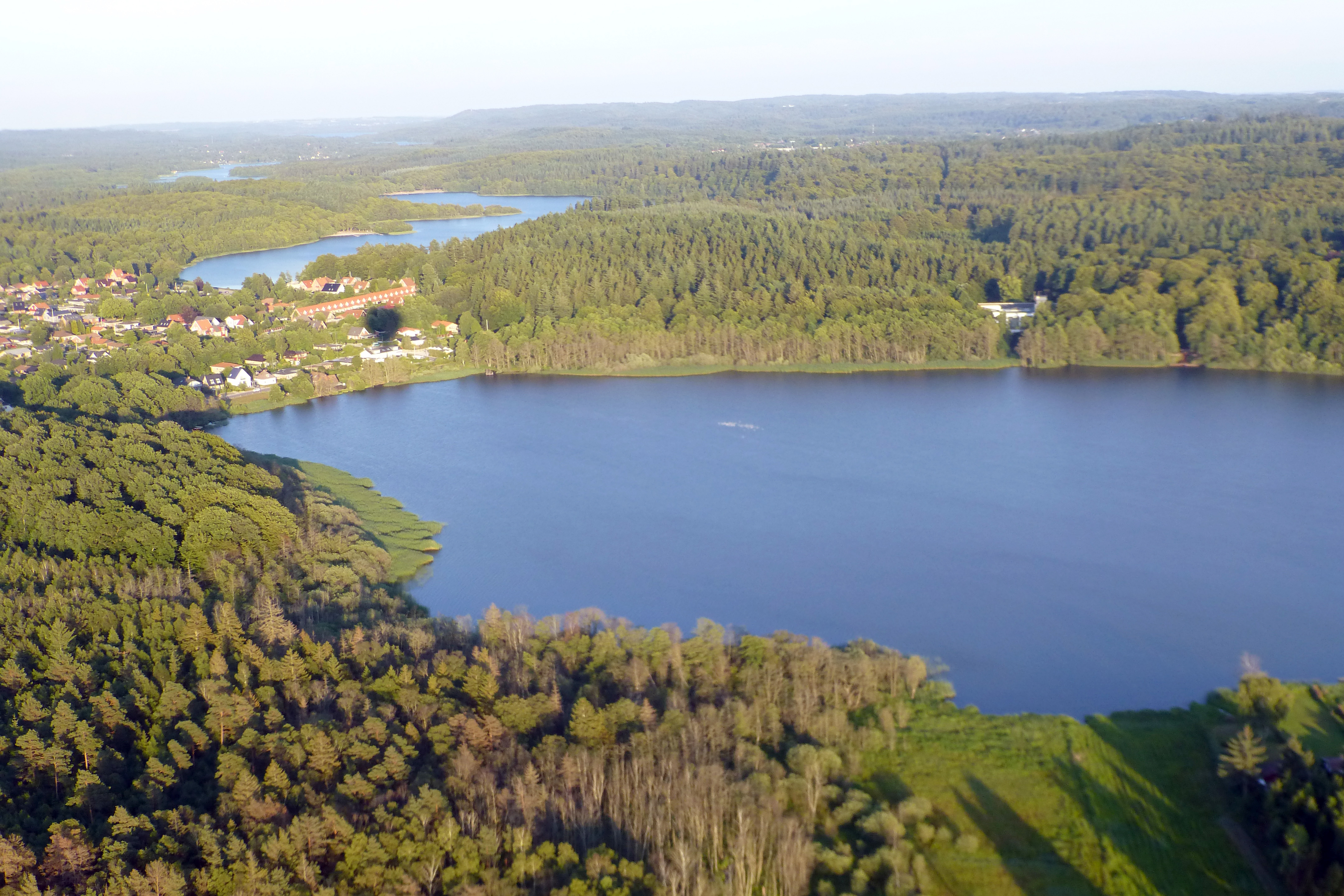
Vista aérea parcial de los bosques de Silkeborg. A la izquierda, las afueras de la ciudad de Silkeborg.

Los bosques de Silkeborg (en danés, Silkeborgskovene) son un conjunto de áreas de uso forestal tanto privadas como estatales en la península de Jutlandia (Dinamarca). Las diferentes áreas se interconectan para formar un solo bosque de gran tamaño, que con 8.500 ha es el mayor bosque del país.
Los bosques de Silkeborg se encuentran al este y al sur de la ciudad de Silkeborg, de donde toman su nombre.
- Datos: Q16324443
- Multimedia: Silkeborgskovene / Q16324443